# Müller (azienda)
L'Unternehmensgruppe Theo Müller S.e.c.s., più comunemente conosciuta come Müller, è una multinazionale lussemburghese specializzata nel settore lattiero-caseario e in particolar modo nella produzione di yogurt, burro, latte UHT e latte in polvere.

## Storia
L'azienda, che ha un fatturato di 5,7 miliardi di euro e circa 24.000 dipendenti, venne fondata a Fischach, in Baviera, Germania, località dove fino al 2011 aveva sede la società, prima del trasferimento in Lussemburgo.  Il mercato della Müller si estende per tutta l'Europa: dalla Spagna al Regno Unito fino ad arrivare in Russia e in Israele.
Nel 1896 Ludwig Müller fondò la Aeretsied, un piccolo caseificio limitato al mercato nazionale tedesco e volto alla produzione di formaggi. Nel 1976 il nipote Theo Müller cambierà il nome in Müller e la immetterà nel mercato globale; punto forte dell'azienda diventeranno gli yogurt. Nel 1992 diventa l'azienda di latticini più prestigiosa e prolifica d'Europa.
Nel 1995 apre la prima sede italiana, a Verona. Nel 2015 con l'acquisto della NOM Diary UK Ltd, oltre che all'Europa continentale, l'azienda spinge le proprie sedi nel Regno Unito e ne diventa il suo principale produttore.